# Lasiopleura obscuripes
Lasiopleura obscuripes är en tvåvingeart som först beskrevs av Enrico Adelelmo Brunetti 1913.  Lasiopleura obscuripes ingår i släktet Lasiopleura och familjen fritflugor. Inga underarter finns listade i Catalogue of Life.